# Matthias von Hedenström
Matthias von Hedenström (russifié en Matveï Matveïevitch Gedenstrom ; en russe : Матвей Матвеевич Геденштром, ISO 9 : Matvej Matveevič Gedenštrom), né en 1781 à Riga et mort le 20 septembre 1845 à Tomsk, est un explorateur russe.

## Biographie
Né dans une famille de la noblesse germano-scandinave de la Baltique devenu sujet russe, il travaille aux douanes de Riga mais, pour une cause demeurée inconnue, est relégué par décret administratif à Tobolsk.
En 1808, le chancelier d'État Nikolaï Roumiantsev le choisit pour aller dresser une carte précise des îles de Nouvelle-Sibérie. Ainsi, de 1808 à 1810, Hedenström dirige la mission d'exploration des îles de Nouvelle-Sibérie (accompagné de Iakov Sannikov et des cartographes P. Pchenitsyne et I. Kojevine). C'est au cours de cette expédition qu'est rapportée l'existence d'une hypothétique Terre de Sannikov située quelque part au nord de l'île Kotelny. Hedenström établit également la présence des polynies sibériennes, zones libres de glace entre la banquise côtière et la glace dérivante. Hedenström cartographie les côtes situées entre l'embouchure du fleuve Iana et celle de la Kolyma. Il a effectué également plusieurs voyages en Iakoutie et dans les régions à l'est du lac Baïkal.